# Jean-Claude Étienne
Jean-Claude Étienne (Vouziers, 6 de agosto de 1941 - París, 11 de marzo de 2017) fue un político francés, miembro del Senado de Francia. Representó al Departamento de Marne el 23 de septiembre de 2001 como miembro de la Unión por un Movimiento Popular.
El 27 de octubre de 2010, fue nombrado miembro del grupo de personas elegibles para el Consejo Económico, Social y Ambiental de Francia (CESE). Fue reemplazado en el Senado francés por Mireille Oudit, a partir del 3 de noviembre de 2010.